# Fußball in Nauru
Fußball spielt in der Republik Nauru nur eine untergeordnete Rolle. Nationalsport Naurus hingegen ist Australian Football.

## Geschichte
Am 2. Oktober 1994 fand im Denig Oval in Denigomodu ein Spiel zwischen nauruischen Bürgern und Phosphatarbeitern von den Salomonen statt, das die Nauruauswahl mit 2:1 gewann. Teilweise wird die Begegnung als bislang einziges Länderspiel einer nauruischen Fußballnationalmannschaft angesehen. Um 1998 nahmen sechs Mannschaften (Nauru Police, Comp Phos, Buada Sport, Hospital, Work Force Phos und University) an Fußballwettbewerben teil. 2004 wurde der Spielbetrieb auf der Insel wegen fehlender Sportanlagen eingestellt. Erfolgreichste Mannschaft waren bis dahin die „Black Brothers“, bestehend aus Mitgliedern der salomonischen Gemeinschaft, gewesen. 2009 gab der amtierende Sportminister Rayong Itsimaera an, dass fehlendes Trainerpersonal sowie das bisher geringe Interesse am Fußball die größten Probleme auf dem Weg zu einer FIFA-Mitgliedschaft darstellen würden. Zu Ehren des Weltflüchtlingstages fand am 20. Juni 2014 im Denig Oval ein Fußballspiel zwischen einer nauruischen Auswahl und einer Mannschaft von auf der Insel lebenden Flüchtlingen statt.
Paul Watson berichtete Ende 2014, dass eine Fußballmannschaft auf dem ehemaligen Golfplatz trainieren würde, wie ihm der gegenwärtige Nationalverband mitteilte. Verschiedentlich ist von einer 1973 gegründeten Nauru Amateur Soccer Association (NASA) als nationaler Verband zu lesen. Der spätere tuvaluische Fußballnationalspieler Mati Fusi wurde 1982 auf Nauru geboren, war jedoch zu keiner Zeit nauruischer Staatsbürger.
Im August 2020 berichtete der Blog Football in Oceania, dass die Nauru Soccer Federation daran arbeitet, Fußballwettbewerbe ins Leben zu rufen. Probleme dabei sind ein schlechter Platz sowie das fehlende Interesse in der Bevölkerung.
Im März 2024 wurde der Engländer Dave Kitson zum Teammanager der Nationalmannschaft ernannt.